# Thyene tamatavi
Thyene tamatavi är en spindelart som först beskrevs av Vinson 1863.  Thyene tamatavi ingår i släktet Thyene och familjen hoppspindlar. Inga underarter finns listade i Catalogue of Life.